# Novodinia penichra
Novodinia penichra är en sjöstjärneart som först beskrevs av Fisher 1916.  Novodinia penichra ingår i släktet Novodinia och familjen Brisingidae. Inga underarter finns listade i Catalogue of Life.